# ترنسویساتا پریما ایویشین
ترنسویساتا پریما ایویشین (به انگلیسی: Transwisata Prima Aviation) یک شرکت هواپیمایی در کشور اندونزی است که در تاریخ ۲۰۰۰ میلادی تأسیس شده است.

## ناوگان
- ۵ فوکر ۵۰
- ۲ فوکر ۱۰۰
- ۱ فوکر ۲۸